# Кіні
Енріке Кастро Гонсалес (ісп. Enrique Castro González), більш відомий як Кіні (ісп. Quini, нар. 23 вересня 1949, Ов'єдо — 27 лютого 2018) — колишній іспанський футболіст, що грав на позиції нападника. П'ятиразовий найкращий бомбардир чемпіонату Іспанії.
Виступав за клуби «Спортінг» (Хіхон) та «Барселона», а також національну збірну Іспанії.

## Клубна кар'єра
Вихованець клубу «Енсідеза», в основній команді якого і дебютував 1966 року у третьому дивізіоні Іспанії.
Своєю грою за цю команду привернув увагу представників тренерського штабу клубу «Спортінга» (Хіхон) з Сегунди, до складу якого приєднався 1968 року. Відіграв за клуб з Хіхона наступні дванадцять сезонів своєї ігрової кар'єри. Більшість часу, проведеного у складі хіхонського «Спортінга», був основним гравцем атакувальної ланки команди. У складі хіхонського «Спортінга» був одним з головних бомбардирів команди, маючи середню результативність на рівні 0,52 голу за гру першості.

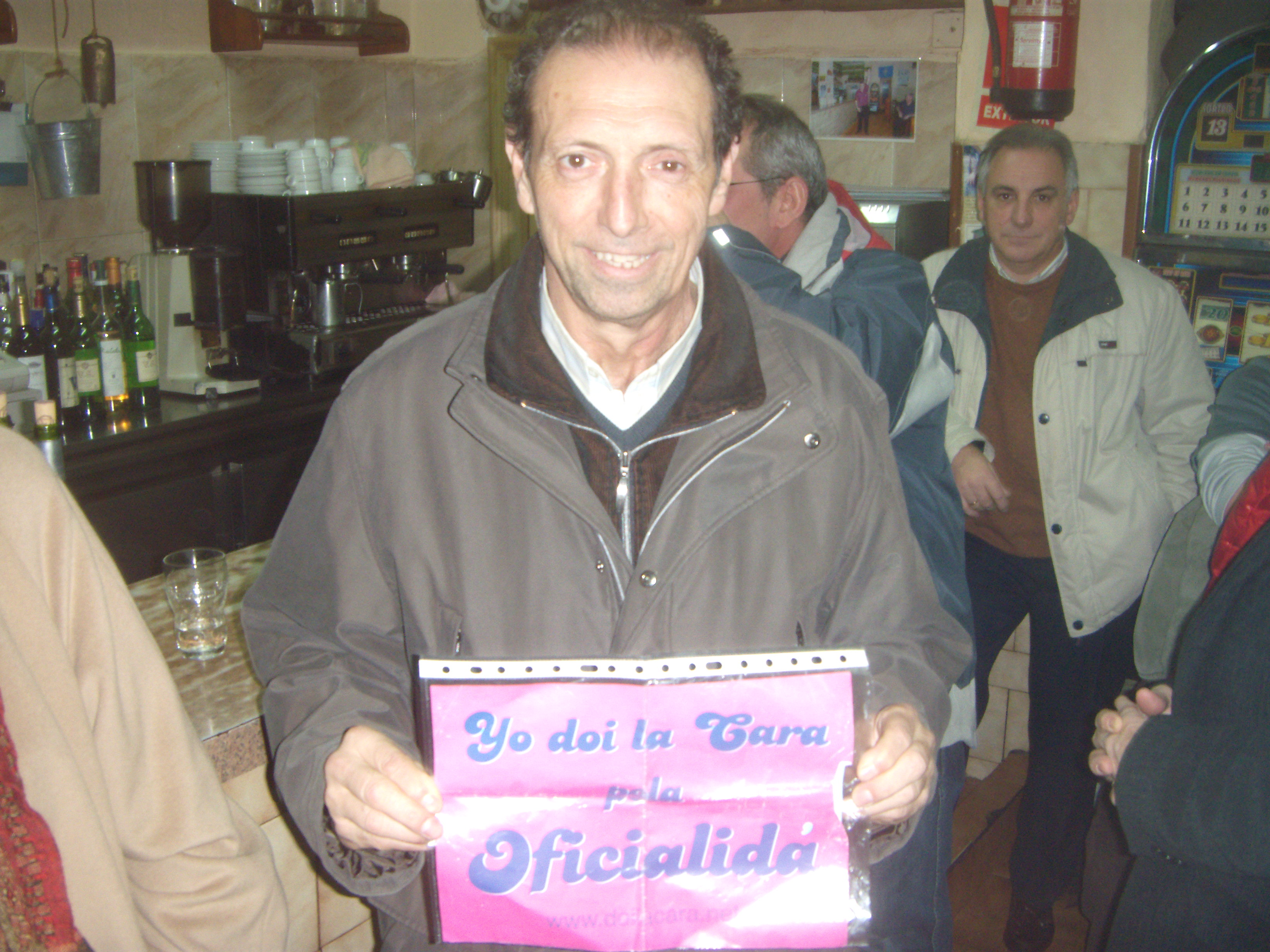
Кіні у 2008 році.

Влітку 1980 року уклав контракт з «Барселоною», у складі якої провів наступні чотири роки своєї кар'єри гравця. Граючи у складі «Барселони» також здебільшого виходив на поле в основному складі команди. В новому клубі був серед найкращих голеодорів, відзначаючись забитим голом в середньому щонайменше у кожній другій грі чемпіонату. За цей час двічі виборював титул володаря Кубка Іспанії з футболу та ставав володарем Кубка Кубків УЄФА, кубка іспанської ліги та Суперкубка Іспанії.
Завершив професійну ігрову кар'єру у клубі «Спортінг» (Хіхон), у складі якого вже виступав раніше. Кіні повернувся до команди 1984 року і захищав її кольори до припинення виступів на професійному рівні у 1987 році.

## Виступи за збірну
1970 року дебютував в офіційних матчах у складі національної збірної Іспанії.
У складі збірної був учасником чемпіонату світу 1978 року в Аргентині, чемпіонату Європи 1980 року в Італії та чемпіонату світу 1982 року в Іспанії.
Протягом кар'єри у національній команді, яка тривала 13 років, провів у формі головної команди країни лише 35 матчів, забивши 8 голів.

## Титули і досягнення

### Командні
- Володар Кубка Іспанії з футболу (2):

«Барселона»: 1980–81, 1982–83
- Володар Кубка Кубків УЄФА (1):

«Барселона»: 1981–82
- Володар Суперкубка Іспанії (1):

«Барселона»: 1983

### Особисті
- Футболіст року в Іспанії: 1979
- Найкращий бомбардир іспанської Прімери: 1974, 1976, 1980, 1981, 1982
- Найкращий бомбардир другого дивізіону Іспанії: 1970, 1977
- Найкращий бомбардир в історії хіхонського «Спортінга»: 271 гол